# Luigi Di Barca
Luigi Di Barca (Valguarnera Caropepe, 10 aprile 1957 – Palermo, 16 giugno 1982) è stato un militare italiano, vittima dell'attentato mafioso noto come Strage della circonvallazione.
Luigi Di Barca era un carabiniere italiano noto per essere una delle vittime della Strage della circonvallazione, un attentato mafioso avvenuto il 16 giugno 1982. Nato il 10 aprile 1957 a Valguarnera Caropepe, Di Barca si arruolò nell'Arma dei Carabinieri il 14 settembre 1974. Dal 4 dicembre 1981, prestò servizio al Nucleo Operativo e Radiomobile di Enna.
Durante il tragico evento del 1982, insieme ai colleghi Silvano Franzolin e Salvatore Raiti, stava svolgendo un servizio di scorta per il trasferimento del detenuto Alfio Ferlito da Enna a Trapani. Durante l'operazione, il convoglio fu attaccato da sicari della mafia, portando alla morte di Di Barca e dei suoi colleghi. Per il suo coraggio e il suo sacrificio, Di Barca è stato insignito della Medaglia d'Oro al Valor Civile alla memoria.

## Biografia
Il carabiniere Di Barca svolgeva servizio presso la stazione carabinieri di Enna. Il 16 giugno 1982 unitamente ai colleghi appuntato Silvano Franzolin e carabiniere Salvatore Raiti, nell'espletamento di servizio di traduzione del detenuto Alfio Ferlito da Enna a Trapani, rimase vittima dell'agguato mafioso noto come Strage della circonvallazione.